# Бра сир Мез
Бра сир Мез (фр. Bras-sur-Meuse) насеље је и општина у североисточној Француској у региону Лорена, у департману Меза која припада префектури Верден.
По подацима из 2011. године у општини је живело 709 становника, а густина насељености је износила 51,79 становника/km². Општина се простире на површини од 13,69 km². Налази се на средњој надморској висини од 245 метара (максималној 360 m, а минималној 189 m).

## Демографија
| 1962. | 1968. | 1975. | 1982. | 1990. | 1999. | 2006. | 2011. |
| ----- | ----- | ----- | ----- | ----- | ----- | ----- | ----- |
| 261   | 310   | 483   | 513   | 486   | 550   | 736   | 709   |

График промене броја становника у току последњих година